# ميتسوبيشي إف-15 جيه
ميتسوبيشي إف-15 جيه (بالإنجليزية: Mitsubishi F-15J)‏ هي طائرة مقاتلة تفوق جوي في جميع الأحوال الجوية، ذات محركين، بنيت استنادا على المقاتلة الأمريكية ماكدونيل دوغلاس إف-15 إيغل، وهي قيد الاستخدام من قبل قوة قوة الدفاع الذاتي الجوية اليابانية (JASDF)، تنتج في اليابان بموجب ترخيص من قبل شركة ميتسوبيشي للصناعات الثقيلة، كما نتج أيضا المتغيرات اللاحقة من طرازي (F-15DJ) و (F-15J) كاي .كان أول طيران لها في 4 يونيو 1980. دخلت الخدمة في 7 ديسمبر 1981، ومازالت في الخدمة حتى الآن. صنع منها 213 طائرة.

## التنمية
ما بين شهري يونيو ويوليو سنة 1975م، كانت وزارة الدفاع اليابانية تدرس اقتراحات لشراء المقاتلات الأمريكية وتقييمها وكان من بينها إف 4 فانتوم وإف 15 وإف-104 ستارفايتر، إلا أن وزارة الدفاع اليابانية في شهر ديسمبر أعلنت اختيار طائرة إف 15.
وفي عام 1980م طلبت الحكومة اليابانية من وزارة الدفاع الأمريكية للحصول على التكنلوجيا المتقدمة والمتطورة لطائرات إف 15 وكانت الجانب الأمريكي قوبل بالرفض، إلا أن الحكومة الأمريكية سمحت لليابان الحصول على تكنلوجيا محظورة وبما في ذلك المواد المركبة.

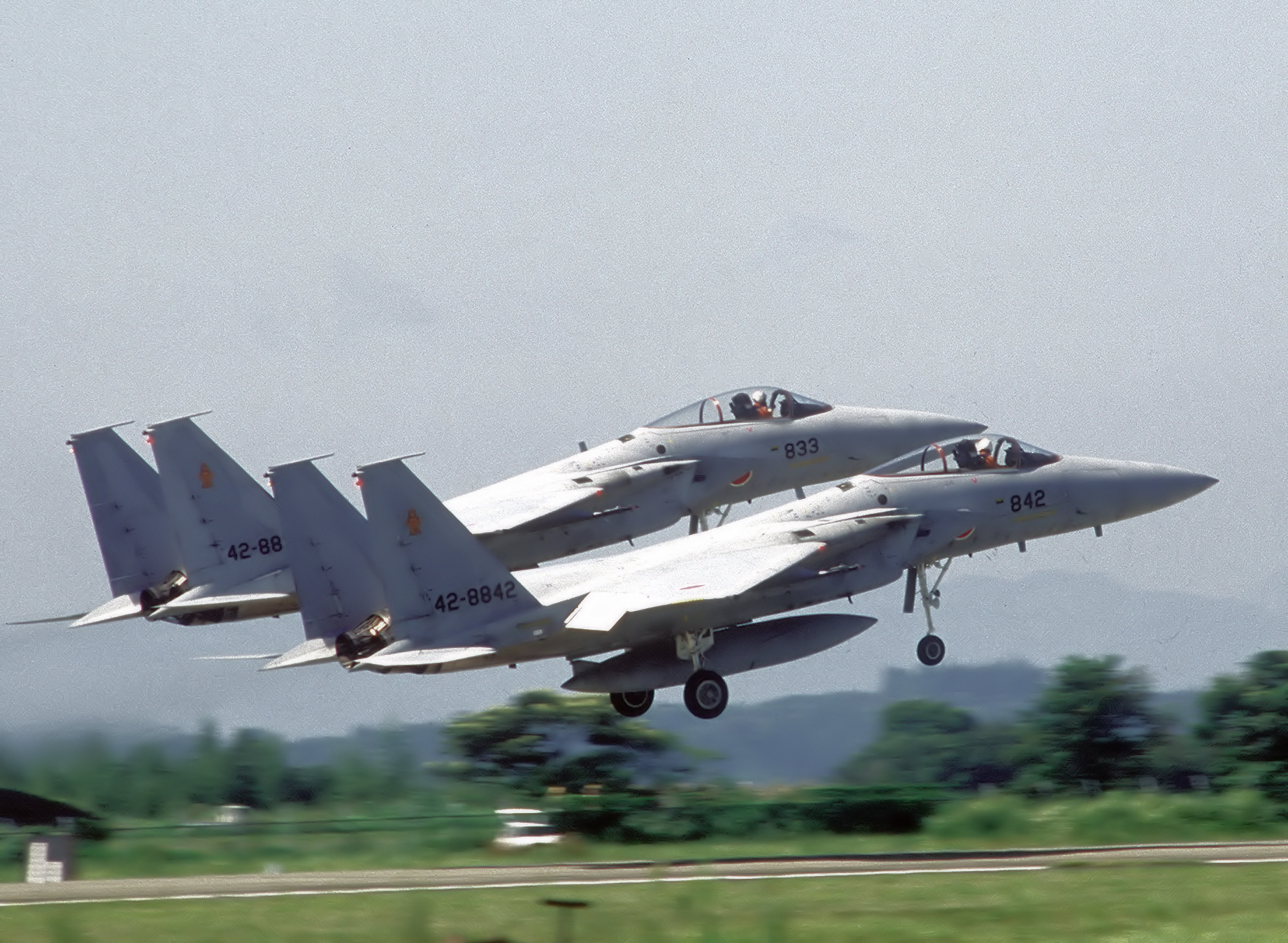
طائرة إف - 15 جاي (F-15J) والتي تملكه القوات الجوية اليابانية.

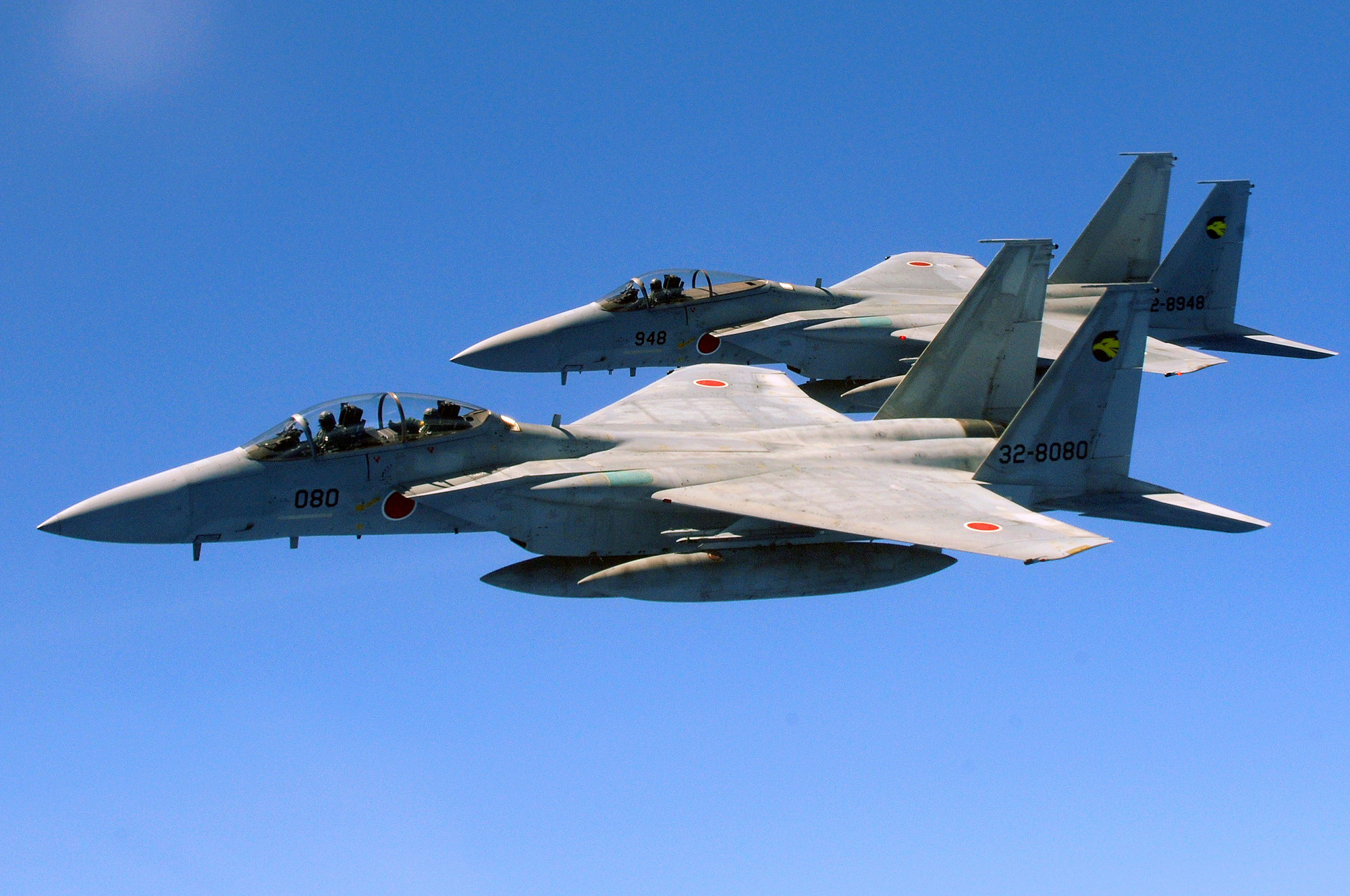
طائرة إف - 15 دي جاي المتطورة.

## وصلات خارجية
- F-15J at جلوبال سيكيوريتي دوت أورج
- F-15J fighter on Mitsubishi Heavy Industries.
- Flight International (19 أبريل 2005). "Japan seeks to replace Phantoms". Flight International. مؤرشف من الأصل في 2020-09-26.
- Sobie، Brendan (26 أكتوبر 2004). "F-15J radar upgrade in production". Flight International. مؤرشف من الأصل في 2020-09-26.
- مجلة الطيران الدولي (17 أبريل 2001). "Japanese outline aircraft purchase plans for 2002-7". Flight International. مؤرشف من الأصل في 2020-09-26.
- مجلة الطيران الدولي (4 يوليو 2000). "Japan integrates XAAM-5 on F-15J". Flight International. مؤرشف من الأصل في 2020-09-26.